# Stenungsund (plaats)
Stenungsund is de hoofdplaats van de gemeente Stenungsund in het landschap Bohuslän en de provincie Västra Götalands län in Zweden. De plaats heeft 10067 inwoners (2005) en een oppervlakte van 1114 hectare.

## Verkeer en vervoer
Bij de plaats lopen de E6, Länsväg 160 en Länsväg 170.
De plaats heeft een station aan de spoorlijn Göteborg - Skee.

## Geboren
- Åke Andreasson (1964), voetbalscheidsrechter

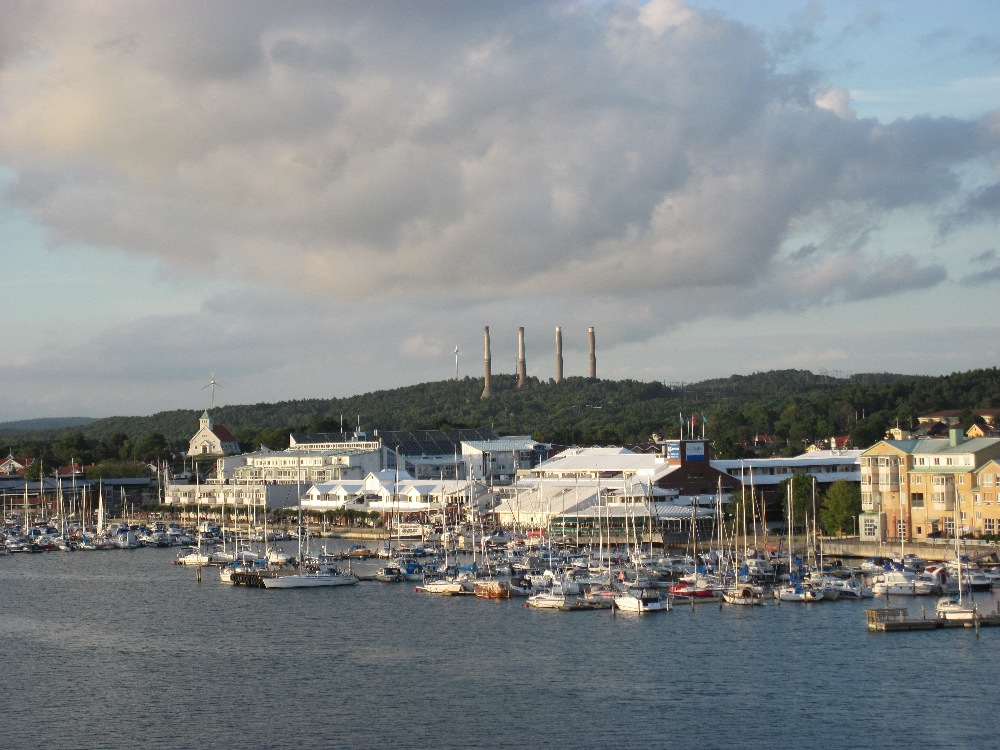
Stenungsund

- Petra Granlund (1987), zwemster